# Карл III Иосиф Лотарингский
Не следует путать с Карлом III, герцогом Лотарингии, правившем с 1545 по 1608 г.

Серебряный талер с изображением епископа Карла III Иосифа Лотарингского. Чеканен в 1707 году в Оломоуце, на архиепископском монетном дворе в замке Кромержика. Диаметр 44 мм, масса 28,4 г. Лицевая сторона: бюст Карла III в парике и церковном облачении с крестом на груди. Круговая надпись: «DEI GRATIA CAROLUSEPISCOPUS OLOMUCENSIS». Оборотная сторона: герб со щитом в центе. Круговая надпись: «DUX LOTHAR- ET BAR — S:R:I: — PS-RE-CA-BO.CO-1707».

Карл III Иосиф Лотарингский (нем. Karl Joseph Johann Anton Ignaz Felix von Lothringen; 24 ноября 1680, Вена, Австрия — 4 декабря 1715, Вена, Австрия) — сын Карла V Леопольда, титулярного герцога Лотарингии и Элеоноры Марии Австрийской. Епископ Оломоуца с 1695 по 1711 годы, епископ Оснабрюка и архиепископ Трира с 1711 по 1715 г. Умер от оспы в 1715 году после посещения г. Вены. В немецкоязычных источниках, а также в нумизматике может фигурировать под именем «Карл III Иосиф», «Карл III Лотарингский» или просто «Карл Лотарингский». В последнем случае его часто путают с Карлом III, герцогом Лотарингии, правившем с 1545 по 1608 г.
Сохранилось значительное количество монет — талеров и крейцеров с изображением Карла III Иосифа Лотарингского. Чеканеные на архиепископском монетном дворе на высоком техническом уровне, монеты дают представление о том, что в период Карла III, епархия Оломоуца была весьма богата и влиятельна.